# مقاطعة ماكومب (ميشيغان)
مقاطعة ماكومب (بالإنجليزية: Macomb County, Michigan)‏ هي إحدى مقاطعات ولاية ميشيغان في الولايات المتحدة. تأسست سنة 1818، بلغ عدد سكانها 847383 نسمة في عام 2010 حسب إحصاء مكتب تعداد الولايات المتحدة وتصل الكثافة السكانية فيها 676 نسمة/كم2.

## وصلات خارجية
- United States Counties